# Agapanthida
Agapanthida is een kevergeslacht uit de familie van de boktorren (Cerambycidae). De wetenschappelijke naam van het geslacht werd voor het eerst geldig gepubliceerd in 1846 door White.

## Soorten
Agapanthida is monotypisch en omvat slechts de volgende soort:
- Agapanthida pulchella White, 1846